# Lepilemur hollandorum
Lepilemur hollandorum е вид бозайник от семейство Тънкотели лемури (Lepilemuridae). Видът е застрашен от изчезване.